# 牟礼ヶ岡ウインドファーム
牟礼ヶ岡ウインドファーム（むれがおかウインドファーム）は、鹿児島県鹿児島市宮之浦町にある集合型風力発電所である。南九州クリーンエネルギー株式会社が運営している。風力発電機は、IHI-NORDEX IN-1300（定格出力：1,300kW）計8基であり、発電所の定格出力は10,400kWである。老朽化や運用コストが高くなることなどから2025年に運用が停止され、解体作業が開始された。

## 沿革
地球温暖化を背景に、九州地区には大規模な風力発電所が数多く建設されている。そのほとんどが大都市に本拠地を置く企業によるものである。グリーンエネルギーを生むということでは、誰が風力発電所を建てても同じことではあるが、風は地元の資産という見かたで考えると、地元の資産を大企業がすくい上げてしまい、地域活性化にはほとんど役立っていないのが実情である。そこで、鹿児島県内に本拠地を置く地元企業を募り、2003年に南九州クリーンエネルギー株式会社（略称：MCE）が設立され、風力発電所建設計画に着手した。
本計画に名乗りを上げた企業は、以下の通りである。
- 株式会社島津興業
- 薩摩酒造株式会社
- NECパーソナルシステム南九州株式会社（カコイグループ）
- 鹿児島銀行
- 石川島播磨重工業株式会社（現IHI）

IHIは、牟礼ヶ岡ウインドファームを一括請負で建設した経緯で10%のマイナー出資。
南九州クリーンエネルギー（株）の社長は、建設当時島津興業の社長を務めていた島津公保が勤めている。本社は、鹿児島市城西町の島津興業内に置かれるが、風力発電所を管理する監視センターは島津ゴルフ倶楽部の近くにある島津興業の山林部内に置かれている。風力発電所の運転監視は全てこの監視センターで行われている。
20年間の固定価格買取制度の適用期間が終了し運用コストが上昇することや、製造から年数が経過したことにより老朽化した部品の入手が困難となることなどから2025年2月28日に運用を停止し、同年4月8日より解体作業が開始された。解体は9月末頃に完了する予定である。なお、解体方法はブレードを根本付近で切断した上で、基礎とタワーを固定しているボルトの一部（倒す方向とは逆になる部分）を切断し自重によって転倒させる工法で行われる。

## 風力発電機
風力発電機諸元
- 型式：IHI-NORDEX IN-1300
- 定格出力：1300kW/250kW（極数切替方式かご型誘導発電機）
- ブレード直径：60m
- ハブ高さ：60m
- カットイン風速：約3m/s
- 定格風速：15m/s
- カットアウト風速：25m/s
- 耐風クラス：IEC class 1

発電機並入方式かご型誘導発電機の直入れ起動は、突入電流により系統電圧を変動させる可能性がある。IN-1300では、サイリスターによるソフトスタート機能を装備することで、電圧変動への影響を最少に抑えている。また、1300kW→250kWへの切替時には、一旦風車を停止させ250kW発電機の再起動を行う。この一旦停止方式を採用することで、1300kW→250kWへの極数切り替え時の非同期回転数域における無効電力の発生を防止している。
出力制御方式IN-1300の出力制御方式は、翼のピッチ角度が固定されているストール制御方式を採用している、ストール方式の風車は、ピッチ制御方式の風車に比べて構成部品が少なく信頼性が高いといわれている。風車の強靭さをあらわす耐風クラスはIEC class1を達成している。台風の通過エリアである鹿児島でも十分な耐風能力を備えている。
ブレード風力発電機のブレードは通常分割が困難であり、山間部への輸送時にはしばしば輸送不可能という問題を起こすことがあった。IHI-NORDEXのIN-1300のブレードは、ブレードの先端部分が取り外し可能である。そのため、翼直径60mのブレードすなわち片側30mのブレードを約23mとすることが可能である。そのため、ブレード直径60mの1300kWの大型風車であるが牟礼ヶ岡のような山間部への輸送も可能としている。また、取り外しが可能な翼端部は、風車停止時には遠心力で飛び出し約90度展開することで空力ブレーキとして作動する。また、翼端部には誘雷用のレセプターが埋め込まれており、耐雷撃性能を高めている。

## 発電所の建設

### 施工者
石川島播磨重工業（現IHI）がEPC一括請負施工を請け負った。IHIは、NORDEX社の日本総代理店を務めている。IHIと協力しウインドファーム建設に携わった施工会社は次の通りである。
- システム設計：石川島播磨重工業
- 土木工事：大林組
- 電気設備：富士電機システムズ
- 電気工事：九南
- 据付工事：石川島プラント建設
- 遠隔監視装置：IHIエスキューブ
- 輸送：IHI物流（三菱倉庫・橋本運輸）
- 許認可申請：新技術開発（林地開発・工場立地法）
- 可能性調査：アースコンサルタンツ

### 建設準備
牟礼ヶ岡は島津興業が保有する山林であり、風力発電所を建設する上ではさまざまな許認可取得が必要であった。まず直面したのが、林地開発許可であり山林を切り開くための開発許可を取得した。許可申請段階では、牟礼ヶ岡の尾根上で鹿児島市と吉田町の行政境があった。風力発電所は、全て尾根の西側である吉田町内に建設されることとなった。但し、大きな風車を搬入するための搬入路は既存の林道を拡幅するため、鹿児島市側であった。錦江湾側である鹿児島市側は、霧島屋久国立公園の第二種指定地域であり伐採・造成等の開発行為が厳しく制限されている地域である。風車を搬入するためには第二種地域の開発が不可欠となり、林地開発許可と合わせて国立公園第二種地域内の形質変更許可申請・風致地区作業許可申請など芋ずる式に許認可申請が必要となった。
これらに、許可申請業務は、鹿児島市に本拠地を置く、新技術開発が担当し計画に遅延無く無事着工までに全ての許可を取得した。許可申請で特に問題となったのは、林地開発に伴う調整池の設置であったが、造成エリアの至る箇所に浸透枡を設けるなど風力発電所全面積で雨水浸透策を講じ大規模な調整池の設置は不要と判断された。また、牟礼ヶ岡山頂には、謎の巨石「牟礼谷の牧神」が鎮座している。そもそもこの巨石が自然のものなのか人工的なものなのかも不明であるが、古くから信仰の対象として拝まれており、風力発電所の建設工事の際も巨石に対しての影響を注意深く検討することが必要であった。

### 土木工事
牟礼ヶ岡は一面岩盤の山であり、表土は僅か50cm程度しかなく、掘ればどこでも岩盤が出る山である。そのため、ハブ高さが60m、ブレード頂点で90mとなる風車も杭基礎は不要で8基全てがべた基礎を採用している。コンクリートの重みで耐えるべた基礎は、ある程度地面を掘り下げることが必要である。牟礼ヶ岡の場合、地面を掘れば全て岩盤であったため、容易に掘り進むことができなかった。削岩機・破砕機を用いて、少しずつ岩盤を砕きながら掘り進む工法を採用した。土木工事は樹木の伐採から始まり、進入路・構内道路造成から着手した。元々が山林であるため詳細な地図などは無く、測量をしながらの工事進行であった。また、3号機から4号機までの勾配差が大きく、構内道路を直線で結ぶことはできず、大きくS字を切る形で5段の盛土を積上げ大造成道路を完成させた。
盛土を行う場合は、土壌改良を行いながら雨水流出に耐える強固な盛土工事を行った。また、盛土の耐久性を向上させるために、表面に種子吹きつけを行い、あわせて緑化も進めた。牟礼ヶ岡のような山岳ウインドファームでは、残土を少なくすることが大きなコストダウンとなる。切り盛りを平均化することで、残土の量を減らす工夫を行う。牟礼ヶ岡では、切り盛りを調整するのはもとより、残土の場内処理を計画し残土の場外持ち出しは一切行わず土木工事を終えることができた。

### 電気工事
風力発電所で発電された電気は、電力会社の送電線を経由して一般家庭に送られている。牟礼ヶ岡ウインドファームでは九州電力の滝之神帖佐線 No.78鉄塔から電気を送電している。風力発電機の発電する電気の電圧は690Vである。この電圧を構内送電線の6600V (6.6kV) に昇圧を行い、構内の連系用変電所に送電する。連系用変電所では、電力会社の送電線の電圧である66000V (66kV) に昇圧し、さまざまな安全対策（保護協調）を取り電力会社に電気を送り出す。
牟礼ヶ岡ウインドファームでは、1号機と2号機のほぼ中間地点に連系用変電所を建設し、構内に66kV送電線鉄塔2本を建設し九州電力の電力系統と連系している。連系用変電所の電気設備は、日本AEパワー（富士電機・明電舎・日立製作所）の製品を採用している。主な、連系用電気設備の構成は以下の通りである。
- 66kV C-GIS（主遮断器）
- 主変圧器 (13000kVA　ONAN)
- 特高操作保護継電器盤
- 6.6kV遮断器盤（構内配電線分岐盤兼用）
- 統合監視装置（電気設備並びに風力発電設備統合監視）
- 無停電電源装置

### 輸送
風車の輸送は、FOB時点より入念に計画することが必要である。ドイツの港から日本までは概ね40～50日間かかり大型船で輸送される。牟礼ヶ岡の場合は、ナセル・ハブ・制御盤はハンブルク港より、ブレードに関しては中国より鹿児島谷山港着に送られた。船から陸揚げされた風車設備は、そのほとんどのものを谷山港に借り置きすることとなった。牟礼ヶ岡の場合、タワーは国産化することで、大幅に輸送コストの削減に役立った。谷山港から牟礼ヶ岡現地までは、産業道路→国道10号線→県道16号線を経由することになる。風車を輸送するトレーラーはいずれも低床トレーラーを使用する。輸送用トレーラーは車重・全長・車幅も規制対象であるため、一般車に対する影響を少なくするため通常最も通行量が少なくなる深夜1時～4時までの通行許可となる。しかし、産業道路と国道10号線が深夜時間帯でも相当量の交通量が見込まれたため、一般車に対する安全対策を講じるなど通行許可を取得するまでにはかなりの時間を要した。通行許可を得るためには、それぞれの道路管理者である国土交通省・鹿児島県庁・鹿児島市役所・鹿児島港管理事務所の個別の許可が必要であった。特に、県道16号線吉野付近では道幅が狭く対向車を通行止にするなど交通規制をかけるため、輸送開始数週間前より立て看板・ラジオ・新聞折り込み広告などメディアの力を借り市民に協力を求めた。風車1基を輸送するのに4日間を要し連日深夜時間帯での輸送が行われた。土木造成・道路計画など入念に検討を進めてはいるが、実際にトレーラーを走らせて見ると法面と積載物が干渉・トレーラーの底打ち等も考えられる。そのため、実際の輸送開始前にブレードなど長尺物に見立ててトレーラーの試走を行い障害がないことを確かめることが必要となる。ウインドファームの構内道路は、あくまでも風車を運ぶための仮設道路であるため、アスファルト舗装などはされていない。そのため、降雨時などぬかるみトレーラーがスタックしてしまう場合などもあり、ドライバーは細心の注意を払いハンドルを握る必要がある。また、公道走行時は、舗装・橋梁を保護することが必要なため、一輪に加わる輪荷重制限がある。そのため、軸数の多いトレーラーを採用することで、一輪に加わる輪荷重を下げる工夫を行う。但し、軸数が多いトレーラーの場合、勾配を上る際にしばしば障害となることがある。牟礼ヶ岡の場合も、勾配の頂点でトレーラー前軸が障害となり坂を上ることができなかった。この場合、トレーラーの前軸を上げ後軸の車高を上げることで勾配を上る措置をとった。低床トレーラーの場合、坂道で底を打つなどの障害がある場合は、坂の直前で車高を上げ前軸を格納できる機構を備えるものが多い。

### 据付工事
風力発電所建設の見ごたえは、やはり風車の据付工事である。牟礼ヶ岡の場合、550tクレーンを用意して、タワーの組み立て・ナセル据付・ブレードの取り付けを行った。据付工事は、2日間で建て方を終え次に内部のケーブル配線工事などに取り掛かる。

## アクセス
- 鹿児島市から国道10号線を通り、吉田方面のループ橋を進み、帯迫交差点を右折。鹿児島市内から車で約20分。
- 九州自動車道　薩摩吉田ICを降り左折　島津ゴルフ倶楽部方面へ約10分。